# شرلوود (کلرادو)
شرلوود (به انگلیسی: Sherrelwood) یک منطقهٔ مسکونی در ایالات متحده آمریکا است که در شهرستان آدامز، کلرادو واقع شده‌است. شرلوود ۶٫۳۵ کیلومتر مربع مساحت و ۱۸٬۲۸۷ نفر جمعیت دارد و ۱٬۶۱۳ متر بالاتر از سطح دریا واقع شده‌است.